# 日赤病院前停留場
日赤病院前停留場（にっせきびょういんまえていりゅうじょう、日赤病院前電停）は、広島市中区千田町一丁目にある広島電鉄宇品線の停留場である。駅番号はU06。
停留場の西には広島赤十字・原爆病院が隣接する。

## 歴史
当停留場は1912年（大正元年）、宇品線が紙屋町停留場から御幸橋停留場までの区間で開通した際に高等師範前停留場（こうとうしはんまえていりゅうじょう）として開設された。その名が示す通り、開業当時は広島高等師範学校が停留場前に所在していたが、1929年（昭和4年）に広島文理科大学が設立され広島高師がその附属校になると、停留場名もこのころ大学前停留場（だいがくまえていりゅうじょう）に変更された。1945年（昭和20年）8月6日、原爆投下により広島電鉄の市内線は被害を受け休止されるが、当停留場を含む宇品線の紙屋町停留場から電鉄前停留場までの区間は同年9月中には運行を再開している。
戦後、広島文理科大学は新制広島大学に包括され、1962年（昭和37年）に廃止された。1964年（昭和39年）には停留場名も広島大学前停留場（ひろしまだいがくまえていりゅうじょう）に改められている。しかしのちに広島大学は大部分の学部が東広島市のキャンパスへ移転、これに伴い停留場名は2001年（平成13年）に日赤病院前停留場と3度目の改称を行った。

### 年表
- 1912年（大正元年）11月23日：宇品線の開業と同時に高等師範前停留場として設置[4]。
- 時期不詳：大学前停留場に改称[5]。
- 1934年（昭和9年）3月：紙屋町寄りに100メートル移設され、現在の位置になる[6]。
- 1945年（昭和20年）
  - 8月6日：原爆投下により、運行休止[4]。
  - 9月12日：電鉄前 - 紙屋町が単線で復旧。複線での復旧は同年12月中旬[4]。
- 1964年（昭和39年）2月18日：広島大学前停留場に改称[4]。
- 1996年（平成8年）10月：駅番号「U6」を付与[7]。
- 2001年（平成13年）11月1日：日赤病院前停留場に改称[4][8][9]。同時に当停留場止まりの電車が設定される[10]。
- 2003年（平成15年）8月1日：隣の広電本社前停留場とともに乗換停留場の指定を受ける[11]。
- 2025年（令和7年）8月3日：駅番号を「U06」へ変更[12]。

## 停留場構造

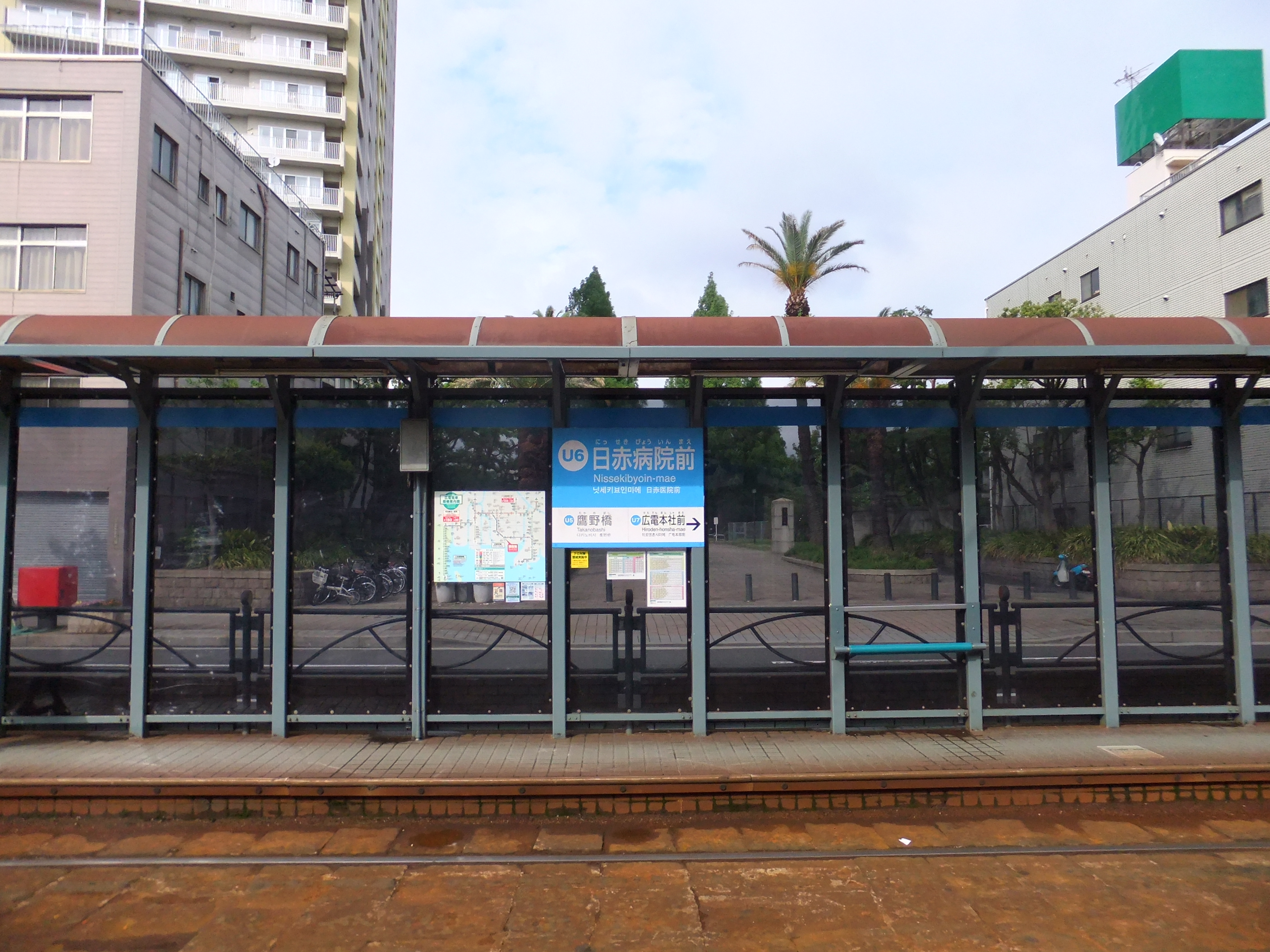
上屋と駅名標

宇品線はほぼすべての区間で道路上に軌道が敷かれた併用軌道であり、当停留場も道路上にホームが設けられている。ホームは低床式で2面あり、2本の線路を挟み込むように向かい合って配置された相対式ホームという形態をとる。路線の起点から見て左側に広島港（宇品）方面へ向かう下りホームが、右側に紙屋町・本線方面へ向かう上りホームがある。ホームにはほぼ全長にわたって上屋が設けられている。

### 運行系統
当停留場には広島電鉄で運行されている系統のうち、1号線、3号線、7号線、それに0号線が乗り入れる。また、毎年5月3日から5日にかけて開催されるひろしまフラワーフェスティバルの際には当電停始発の広電宮島口行き2号線臨時列車が運行される。
0号線には当停留場止まりの列車があり、当該列車は乗客を降ろした後そのまま発車し、広電本社前の手前の渡り線を通って千田車庫に入る。2003年（平成15年）には乗り換え制度の変更により当停留場は下り列車に限って乗換停留場になり、当停留場止まりの列車から広島港（宇品）方面へ向かう列車に乗り換えられるようになった。
| 下りホーム （広電本社前方面） | 1号線 · 7号線 | （皆実町六丁目経由）広島港（宇品）ゆき |
| 下りホーム （広電本社前方面） | 7号線 · 0号線 | 広電本社前ゆき                         |
| 下りホーム （広電本社前方面） | 3号線 · 0号線 | 当停留場止まり                         |
| 上りホーム （紙屋町方面）     | 1号線         | （八丁堀経由）広島駅ゆき               |
| 上りホーム （紙屋町方面）     | 3号線         | （十日市町経由）広電西広島ゆき         |
| 上りホーム （紙屋町方面）     | 7号線         | （十日市町経由）横川駅ゆき             |

## 停留場周辺
停留場北側には広島大学の校地が広がっていたが、一部の学部を除いて東広島市に移転し、跡地は再開発エリア「ひろしまガーデンガーデン」へと変貌している。
- 広島赤十字・原爆病院
- 広島県赤十字血液センター（献血ルームなし）
- 広島大学東千田キャンパス
- 放送大学広島学習センター

### バス路線
千田通り沿いに「日赤病院前」バス停があり、広島バスなどが停車する。
日赤病院前 バス停（御幸橋方面）
- 50 東西線（広島バス） 舟入南・アルパーク方面
- 301 まちのわループ 左回り（広電バス・広島バス・広島交通） 県病院前・旭町方面
- 21-1 宇品線（広島バス） 広島港方面 平日夕方の1便のみ

日赤病院前 バス停（保健所方面）
- 50 東西線（広島バス） 平塚町・広島駅方面
- 302 まちのわループ 右回り（広電バス・広島バス・広島交通） 富士見町・八丁堀方面
- 21-1 宇品線（広島バス） 紙屋町方面 平日朝の1便のみ

## 隣の停留場
広島電鉄
宇品線
鷹野橋停留場 (U05) - 日赤病院前停留場 (U06) - 広電本社前停留場 (U07)